# Las Adjuntas, Hidalgo
Las Adjuntas är en ort i Mexiko.   Den ligger i kommunen Zimapán och delstaten Hidalgo, i den centrala delen av landet, 160 km norr om huvudstaden Mexico City. Las Adjuntas ligger 953 meter över havet och antalet invånare är 272.
Terrängen runt Las Adjuntas är bergig åt sydväst, men åt nordost är den kuperad. Las Adjuntas ligger nere i en dal. Runt Las Adjuntas är det ganska glesbefolkat, med 39 invånare per kvadratkilometer. Närmaste större samhälle är Zimapan, 15,6 km söder om Las Adjuntas. I omgivningarna runt Las Adjuntas växer huvudsakligen savannskog.